# رصدخانه موج گرانشی با تداخل‌سنج لیزری
 رصدخانه موج گرانشی با تداخل‌سنج لیزری (به انگلیسی: Laser Interferometer Gravitational-Wave Observatory) که به اختصار لایگو (به انگلیسی: LIGO) نیز نامیده می‌شود، یک آزمایش بزرگ فیزیکی با هدف آشکارسازی مستقیم امواج گرانشی است. در سال ۱۹۹۲ مشترکاً توسط کیپ تورن و رونالد درور از مؤسسه فناوری کالیفرنیا (کَلتِک) و رینر وایس از مؤسسه فناوری ماساچوست (MIT) بنا شد. لیگو پروژه مشترکی بین دانشمندان MIT، کَلتِک و بسیاری دانشگاه‌ها و دانشکده‌های دیگر است. پشتیبان مالی آن بنیاد ملی علوم است که با هزینه ۳۶۵ میلیون دلار (سال ۲۰۰۲)، بزرگترین پروژه این سازمان است.

## طرز کار
آزمایشی که در این رصدخانه انجام می‌شود تقریباً مشابه آزمایش مایکلسون-مورلی است. این پروژه، از دو آشکارساز استفاده می‌کند. یکی از آنها در ایالت واشنگتون و دیگری در لوئیزیانا قرار گرفته؛ برای حس کردن انحراف فضا زمانی که یک موج گرانشی از زمین می‌گذرد.

هر آشکارساز به شکل یک L خیلی بزرگ است، با دو بازو به طول ۴ کیلومتر.نور لیزر درون هر بازو به طور مرتب بازتاب می‌شود. یک ساعت اتمی بسیار دقیق، مدت زمانی که طول می‌کشد نور به انتهای بازو برود و برگردد را اندازه می‌گیرد. در حالت عادی، هر دو بازو به یک طول هستند، و بنابراین نور یک زمان مشخص طول می‌کشد که از آنها عبور کند. به همین دلیل، زمانی که دو پرتو از بازوها بازتاب می‌شوند، یک شکل یکسان دارند و می‌توان آنها را روی هم انداخت تا هم دیگر را خنثی کنند (تداخل ویرانگر). اگر یک موج گرانشی از میان آن عبور کند، هر چند طول بازوها تغییر می‌کند، اما این موج در یک جهت است و بنابراین، بازوها دیگر طول برابر ندارند.

(با توجه به اینکه طبق نظریه نسبیت، سرعت نور برای هر مرجعی ثابت است) پس نور زمان متفاوتی طول می‌کشد تا از هر بازو عبور کند و دیگر هم دیگر را کامل از بین نمی‌برند. سپس با تحلیل موج به دست آمده از ترکیب این دو موج، اطلاعات موج گرانشی را به دست می‌آورند.از روی تداخل، پژوهشگران می‌توانند طول نسبی دو بازو را در حدود ۱/۱۰۰۰۰۰ قطر پروتون حساب کنند.
البته به دلیل دقت بالا، مشکلات فراوانی وجود دارد و پژوهشگران باید لرزش‌هایی مثل زمین‌لرزه، ترافیک و … را در نظر بگیرند. 